# Willa „Oktawia” w Nałęczowie
Willa „Oktawia” w Nałęczowie – drewniana willa o nazwie Oktawia, zbudowana w 1880 w stylu szwajcarskim przez Konrada Chmielewskiego w Nałęczowie.
W 1969 willę wpisano do rejestru zabytków.